# Kormoran modrogardły
Kormoran modrogardły (Urile penicillatus) – gatunek dużego ptaka z rodziny kormoranów (Phalacrocoracidae). Występuje od wybrzeży Alaski, aż po Zatokę Kalifornijską.
SystematykaGatunek ten po raz pierwszy zgodnie z zasadami nazewnictwa binominalnego opisał w 1837 roku Johann Friedrich von Brandt pod nazwą Carbo penicillatus. Autor nie podał miejsca typowego. Obecnie gatunek zaliczany jest do rodzaju Urile. Nie wyróżnia się podgatunków.

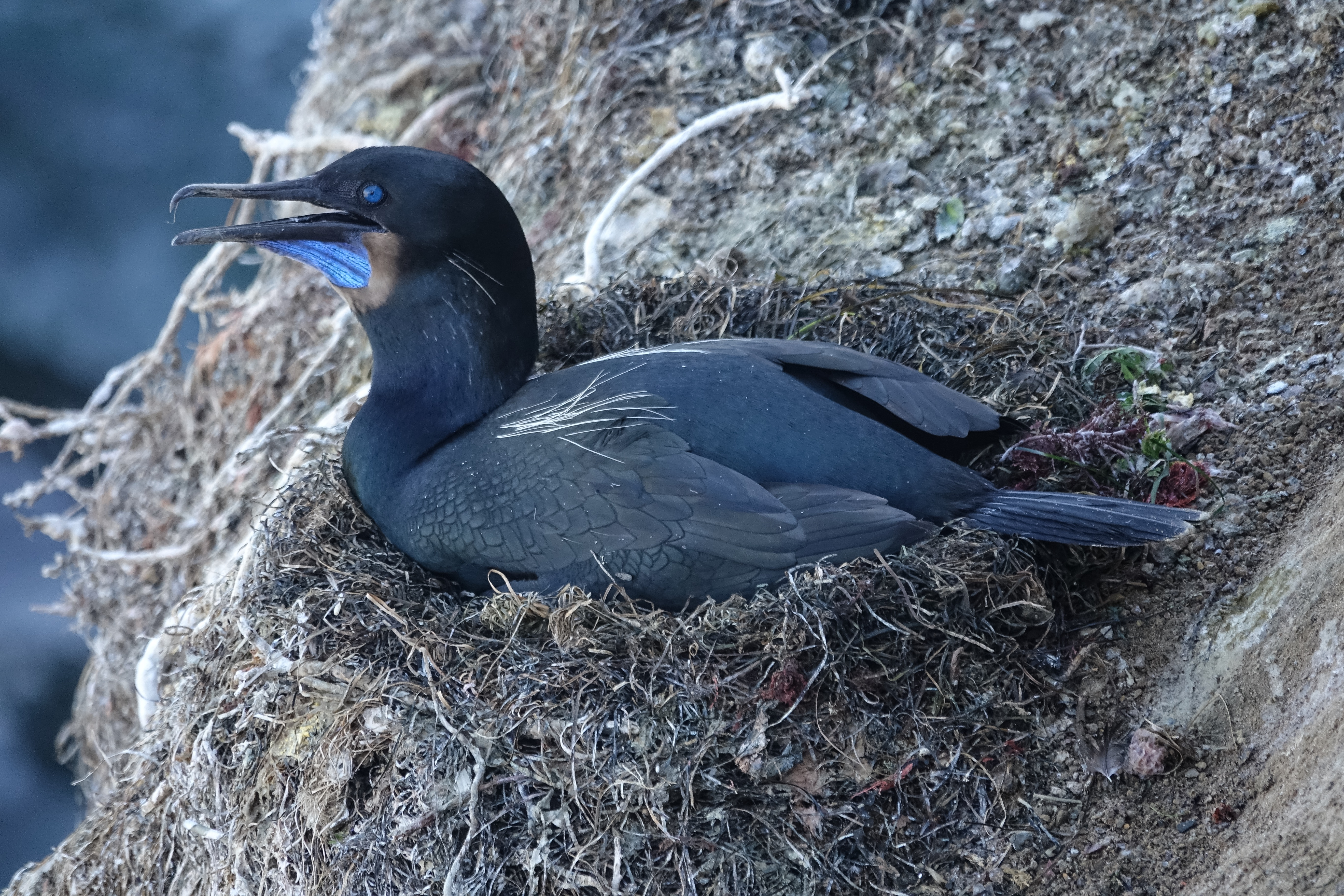
Kormoran modrogardły na gnieździe

MorfologiaDługość ciała wynosi 70–90 cm, rozpiętość skrzydeł około 124 cm; masa ciała: samce 2382–2682 g, samice 1399–2298 g. Maska czarno upierzona, naga skóra maski i gardła jest niebieska.
Zasięg występowaniaW sezonie lęgowym występuje wzdłuż wybrzeża Pacyfiku od skrajnie południowo-zachodniej Kanady (wyspa Vancouver) na południe do północno-zachodniego Meksyku (Kalifornia Dolna). Zimą zasięg występowania rozciąga się na północ do Alaski (Zatoka Księcia Williama) i na południe po większą część Zatoki Kalifornijskiej.
StatusW Czerwonej księdze gatunków zagrożonych IUCN kormoran modrogardły jest klasyfikowany jako gatunek najmniejszej troski (LC – Least Concern). Liczebność populacji szacuje się na około 230 tysięcy osobników. Trend liczebności oceniany jest jako spadkowy.